# Crossopalpus humilis
Crossopalpus humilis is een vliegensoort uit de familie van de Hybotidae. De wetenschappelijke naam van de soort is voor het eerst geldig gepubliceerd in 1913 door Frey.